# خواجة مرجان
خواجة مرجان هي قرية في مقاطعة شبستر، إيران. عدد سكان هذه القرية هو 631 في سنة 2006.